# Serradet del Bullidor
El Serradet del Bullidor és una muntanya de 545 metres que es troba al municipi d'Avià, a la comarca catalana del Berguedà.